# 應廷育
應廷育（1497年—？），字仁卿，浙江金華府永康县人。明朝官员。

## 生平
治《詩經》，由縣學生中式嘉靖元年（1522年）壬午科浙江鄉試第三十六名舉人，嘉靖二年（1523年）聯捷癸未科會試第六十六名，第二甲第五十三名進士。時値爭大禮，廷育據濮議忤㫖，因乞養親，改南刑部，左遷道州知州。尋備兵入閩，致仕。講學論道，類多格言。

## 著作
著《金華先民傳》，編《永康县志》，又有《周礼辑说》、《刑部志》八卷、《讀律管窺》十二卷、《中庸本義》等書。

## 家族
曾祖應思敬。祖父應尚志。父應曙。母樓氏。重庆下。行八十二，兄廷芝。

## 參閱
- 胡森